# San Pedro (Belize)
San Pedro – miasto w Belize, w dystrykcie Belize, na wyspie Ambergris Caye. W 2000, miasto zamieszkiwało 4499 osób. Według szacunków w 2005 populacja miasta wzrosła do 8400 osób. Według danych na rok 2010 miasto liczy 11 510 mieszkańców.

## Turystyka
Plaże z rafami koralowymi wraz z Rezerwatem Rafy Koralowej Belize, w którym występuje 70 gatunków korali twardych i 36 miękkich oraz 500 gatunków ryb. Odcinek leżący kilkaset metrów od miasta jest łatwo dostępny. 6 km na południowy wschód od miasta znajduje się Morski Rezerwat Hol Chan, obejmujący obszar 8 km² płytkowodnych korali, przecięty kanałem. 100 km w głąb morza położona jest na atolu Lighthouse Reef wielka podmorska studnia Great Blue Hole.
Kurort posiada rozbudowaną infrastrukturę turystyczną z hotelami i ośrodkami sportów wodnych (nurkowanie windsurfing, kajakarstwo, pływanie). Miasto stanowi centrum rozrywkowe wyspy, gdzie znajdują się bary, kluby i restauracje. Atrakcjami miasta jak i wyspy są m.in.: 
- Avenida Del Sol
- Boca Del Rio

Działa tu port lotniczy San Pedro.